# 華擎科技
華擎科技（ASRock Inc.）成立於2002年，總部位於台北市北投區，另在美國及歐洲設有區域子公司。華擎科技於2007年在台灣證券交易所上市上櫃，創立之初屬於華碩子公司之一，2008年改隸屬於和碩聯合科技。主力產品包括個人電腦主機板、迷你電腦與準系統等，自2011年起開始研發生產工業電腦主機板領域，2013年成立子公司永擎電子發展工作站和伺服器主機板業務；2018年7月成立東擎科技專門負責工業電腦，因應AIoT人工智慧物聯網市場需求開發設計生產相關主板及整機產品。